# Maire Tecnimont
Maire Tecnimont ist ein italienisches Anlagenbauunternehmen, welches vor allem in der petrochemische Industrie tätig ist.
Maire Tecnimonts ist Lizenzgeber für eine Reihe von chemischen Verfahren. Operativer Hauptsitz des Unternehmens ist Mailand, der Firmensitz befindet sich in Rom. Wichtige Büros befinden sich in Braunschweig, vormals in Salzgitter (Tecnimont Planung und Industrieanlagenbau GmbH / TPI), Sittard (Stamicarbon) und Mumbai (Tecnimont ICB Pvt. Ltd / TCIB).

## Geschichte
2004 wurde Fiat Engineering und 2005 Tecnimont (ehemals Montedison) übernommen. 2007 erfolgte der Börsengang.

## Stamicarbon
Stamicarbon ist die ehemalige Lizenzabteilung von DSM (Dutch State Mines). Sie ist mit 54 % Marktanteil Weltmarktführer bei Anlagen zur Harnstoffgewinnung.